# Mîlovan, Liuboml
Mîlovan (în ucraineană Милова́нь) este un sat în comuna Hușcea din raionul Liuboml, regiunea Volînia, Ucraina.

## Demografie
Componența lingvistică a localității Mîlovan
     Ucraineană (100%)
Conform recensământului din 2001, toată populația localității Mîlovan era vorbitoare de ucraineană (100%).